# Novembre 1980

## Événements
- 4 novembre : Élection de Ronald Reagan (Républicain) comme président des États-Unis (au pouvoir le 20 janvier 1981) avec 50,7 % des voix (44 millions) contre Jimmy Carter (Démocrate) 41 % (35,5 millions), avec 46 % d’abstentions. Son élection entraîne une majorité républicaine au Sénat pour la première fois depuis trente ans.

- 19 novembre (Rallye automobile) : arrivée du Rallye de Grande-Bretagne.

- 20 novembre : Catastrophe industrielle du Lac Peigneur en Louisiane.

- 25 novembre : en Haute-Volta, après deux mois de grèves entraînant la paralysie de plusieurs secteurs, le président Aboubacar Sangoulé Lamizana est renversé par un coup d'État militaire et remplacé par le colonel Saye Zerbo.

- 27 novembre : Pour éviter une grève générale autour de Varsovie, libération de deux hommes du syndicat Solidarność arrêtés le 21.

- 30 novembre : En Uruguay, les militaires au pouvoir soumettent par référendum un projet de Constitution à l’ensemble de la population : 57,2 % de non pour 87 % de participation.

## Naissances
- 4 novembre : Marcy Rylan, actrice américaine.
- 6 novembre : Margot Laffite, pilote automobile et animatrice de télévision française.
- 12 novembre : Ryan Gosling, acteur canadien.
- 15 novembre : Kevin Staut, cavalier professionnel français.
- 17 novembre :
  - Luciana Sandoval, danseuse et mannequin salvadorienne.
  - Anna Katharina Stoll, musicienne et présentatrice allemande.
- 19 novembre : Nurul Izzah Anwar, femme politique malaisienne.
- 24 novembre : 
  - Elizabeth Carolan, catcheuse professionnelle américaine.
  - Brandon Hunter, joueur de basket-ball américain († 12 septembre 2023).
- 26 novembre : Satoshi Õno, chanteur japonais du groupe Arashi.
- 29 novembre : Jiggly Caliente, drag-queen, chanteur, mannequin et activiste transgenre filipino-américaine († 27 avril 2025).
- ? novembre : Ndifor Afanwi Franklin, pasteur évangélique pentecôtiste et homme politique camerounais († 16 mai 2020).

## Décès
- 1er novembre : Victor Sen Yung, acteur américain (° 18 octobre 1915)
- 7 novembre : Steve McQueen, acteur américain (° 24 mars 1930).
- 22 novembre : Mae West, actrice américaine , (° 1893).